# Теплові електростанції України
| Назва              | Енергетичне підприємство | Область           | Час будівництва | Потужність, МВт | Потужність (вуг. бл.), МВт | Потужність (газ. бл.), МВт | Електрична потужність, МВт | Турбіни                    |
| ------------------ | ------------------------ | ----------------- | --------------- | --------------- | -------------------------- | -------------------------- | -------------------------- | -------------------------- |
| Бурштинська ТЕС    | Західенерго              | Івано-Франківська | 1965-1969       | 2300            | 2300                       | 0                          | 2400                       | 4х183, 8х195               |
| Вуглегірська ТЕС   | Центренерго              | Донецька          | 1972-1977       | 3600            | 1200                       | 2400                       | 3600                       | 4x300+3x800                |
| Добротвірська ТЕС  | Західенерго              | Львівська         | 1959-1964       | 600             | 600                        | 0                          | 600                        | 3x100+2x150                |
| Запорізька ТЕС     | Дніпроенерго             | Запорізька        | 1972-1977       | 3600            | 1200                       | 2400                       | 3600                       | 4x300+3x800                |
| Зміївська ТЕС      | Центренерго              | Харківська        | 1960-1969       | 2175            | 2175                       | 0                          | 2175                       | 6х175+3х275+1х300          |
| Зуївська ТЕС       | Східенерго               | Донецька          |                 | 1270            | 1270                       | 0                          | 1270                       |                            |
| Криворізька ТЕС    | Дніпроенерго             | Дніпропетровська  | 1965-1973       | 2820            | 2820                       | 0                          | 2820                       | 10х282                     |
| Курахівська ТЕС    | Східенерго               | Донецька          | 1936-1952       | 1460            | 1460                       | 0                          | 1460                       | 1х200+6x210                |
| Ладижинська ТЕС    | Західенерго              | Вінницька         | 1970-1971       | 1800            | 1800                       | 0                          | 1800                       | 6x300                      |
| Луганська ТЕС      | Східенерго               | Луганська         | 1953-1969       | 1450            | 1450                       | 0                          | 1450                       | 5x200+2x175+1x100          |
| Миронівська ТЕС    |                          | Донецька          |                 | 115             |                            |                            | 275                        | 1x115                      |
| Придніпровська ТЕС | Дніпроенерго             | Дніпропетровська  | 1959-1966       | 2400            | 2400                       | ?                          | 2400                       | 4х150, 3х285, 1х300        |
| Слов'янська ТЕС    | Донбасенерго             | Донецька          | 1971            | 880             | 880                        | 0                          | 880                        | 1х720, 2х80                |
| Старобешівська ТЕС | Донбасенерго             | Донецька          | 1961-1967       | 2275            | 2275                       | 0                          | 2275                       | 3х100, 1х215, 1х200, 8х195 |
| Трипільська ТЕС    | Центренерго              | Київська          | 1969-1972       | 1800            | 1200                       | 600                        | 1800                       | 6x300                      |
| Київська ТЕЦ-5     |                          | Київ              |                 | 700             | 0                          | 700                        | 700                        | 2x100, 2x250               |
| Київська ТЕЦ-6     |                          | Київ              |                 | 500             | 0                          | 500                        | 500                        | 2x250                      |
| Харківська ТЕЦ-5   |                          | Харків            |                 | 540             | 0                          | 540                        | 540                        | 2х120, 1х300               |

За даними Центру досліджень енергетики, станом на 2013 рік, понад 90 % всіх встановлених потужностей — знаходяться за межами граничного моторесурсу, а понад 60 % — взагалі за межами фізичного зносу (значно більше 200 000 годин напрацювання).